# Tribunal Federal das Finanças
O Tribunal Federal das Finanças ou Suprema Corte Fiscal (em alemão:  Bundesfinanzhof) é um dos tribunais superiores da Alemanha e está sediado em Munique. Em matéria tributária e aduaneira, é a segunda e última instância. Em certa medida, é o chefe de todos os tribunais financeiros alemães e pode reverter ou alterar uma decisão proferida por um tribunal fiscal (Finanzgerichte).